# Вороніха (Ребріхинський район)
Вороні́ха (рос. Ворониха) — село у складі Ребріхинського району Алтайського краю, Росія. Адміністративний центр та єдиний населений пункт Вороніхинської сільської ради.

## Населення
Населення — 969 осіб (2010; 1166 у 2002).
Національний склад (станом на 2002 рік):
- росіяни — 92 %